# Бартанзька мова
Бартанзька мова — одна з памірських мов, поширена в селищах уздовж річки Бартанг від Ємця до Нікбіста. Число носіїв — близько 3 000. Неписемна.